# Циммершид
Циммершид (нем. Zimmerschied) — община в Германии, в земле Рейнланд-Пфальц.
Входит в состав района Рейн-Лан. Подчиняется управлению Нассау. Население составляет 86 человек (на 31 декабря 2010 года). Занимает площадь 2,21 км².